# Château de Sercy
Le château de Sercy est un château fort du XIIe siècle modifié au XVe siècle à Sercy en Saône-et-Loire en  Bourgogne-Franche-Comté.
Il fait l’objet d’un classement partiel au titre des monuments historiques depuis mai 1974.

## Description
Il s'agit d'un des châteaux médiévaux les mieux conservés et les plus curieux de la région. Il comportait, à l'est, une première enceinte dont il ne reste que la tour-pigeonnier circulaire. On y accédait par un pont-levis situé au sud. Un pont dormant situé à l'est lui fut substitué après une destruction partielle intervenue pendant la guerre de Cent Ans. Il est maintenant enfoui sous une pelouse que précède un étang. La seconde enceinte comprenait, entre deux cours triangulaires dont seule subsiste celle du sud, le château proprement dit, dont les bâtiments, rassemblés autour d'une petite cour intérieure, forment un quadrilatère irrégulier cantonné de tours de divers types.
La chapelle du château est d'époque romane.

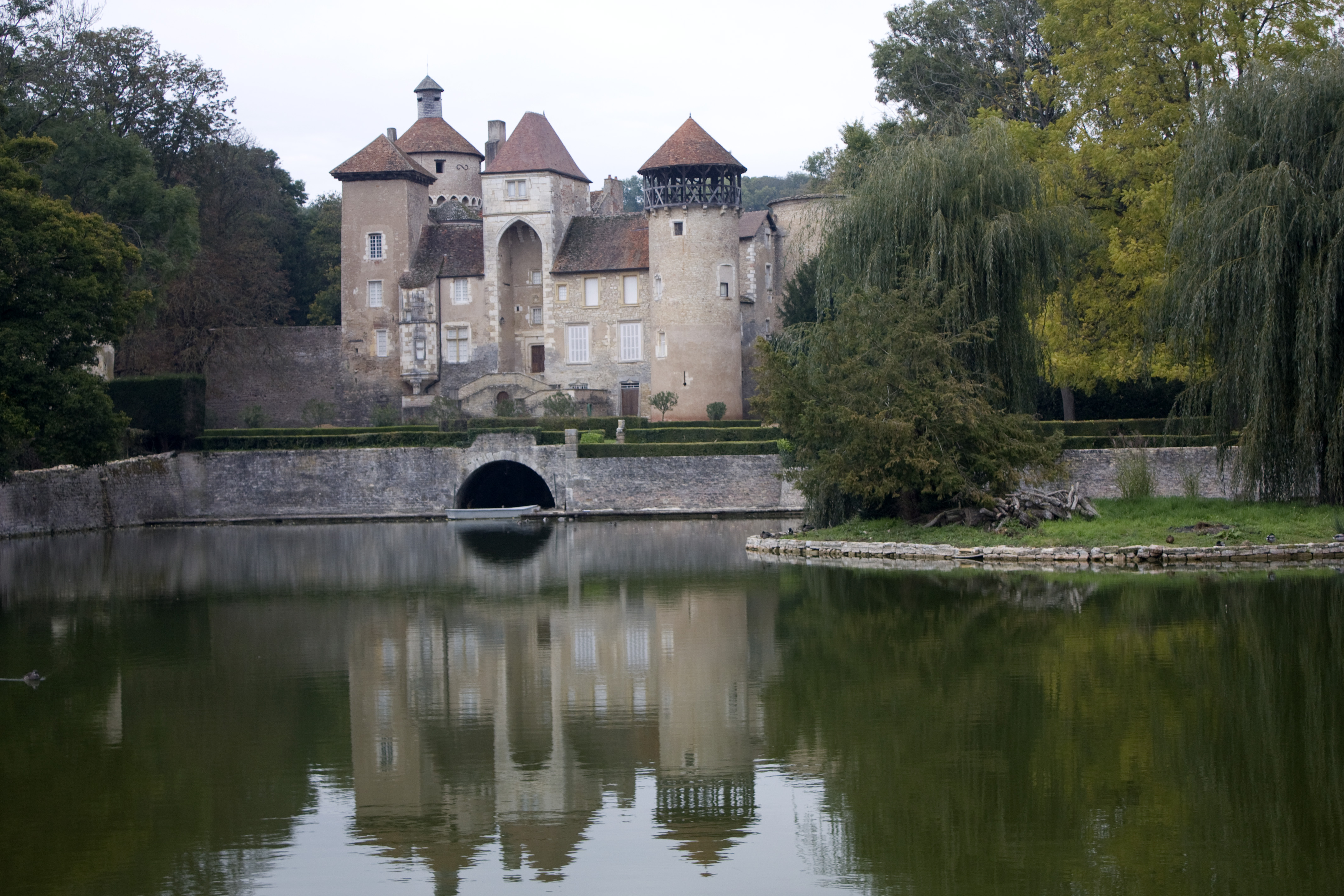
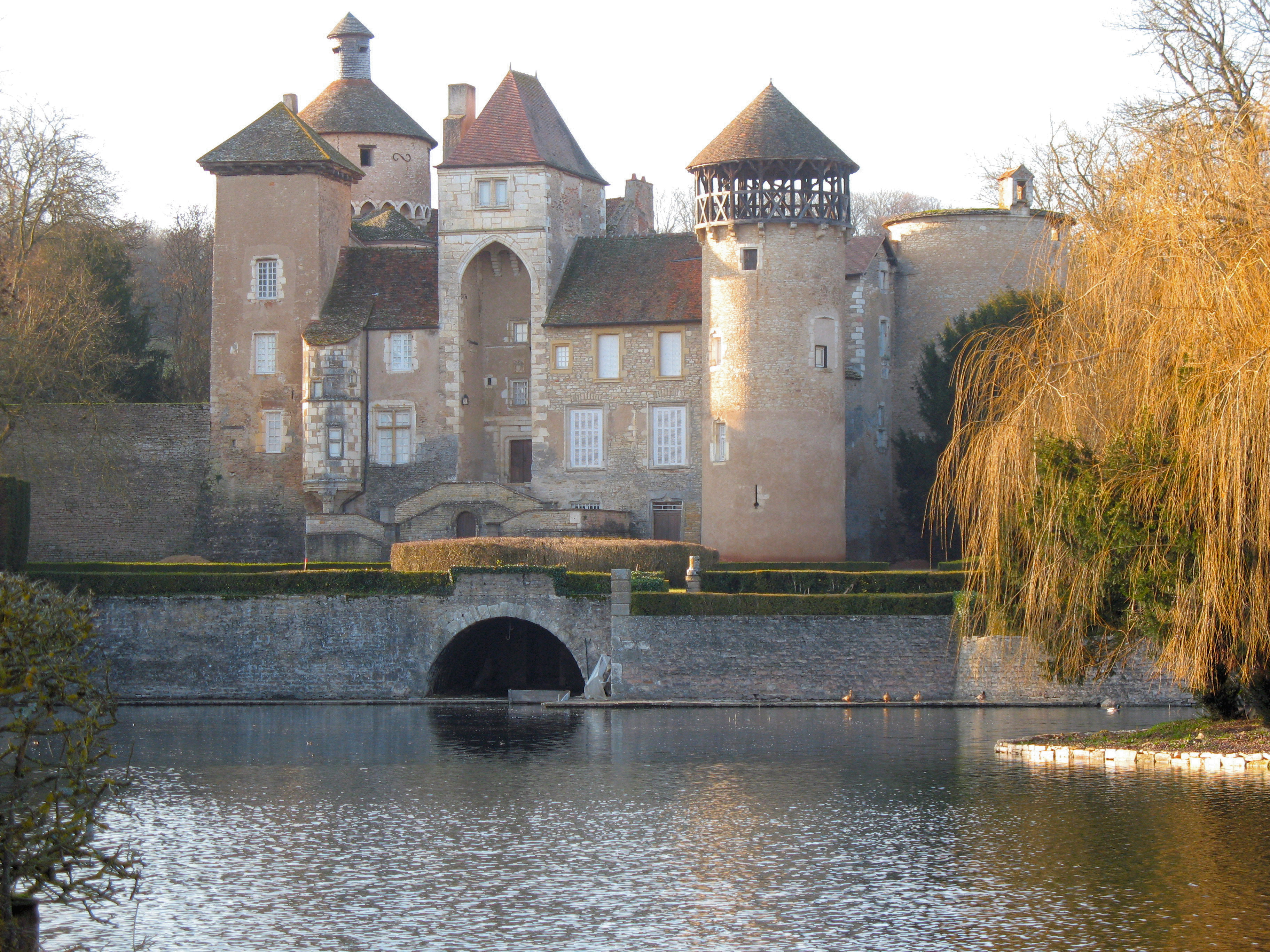
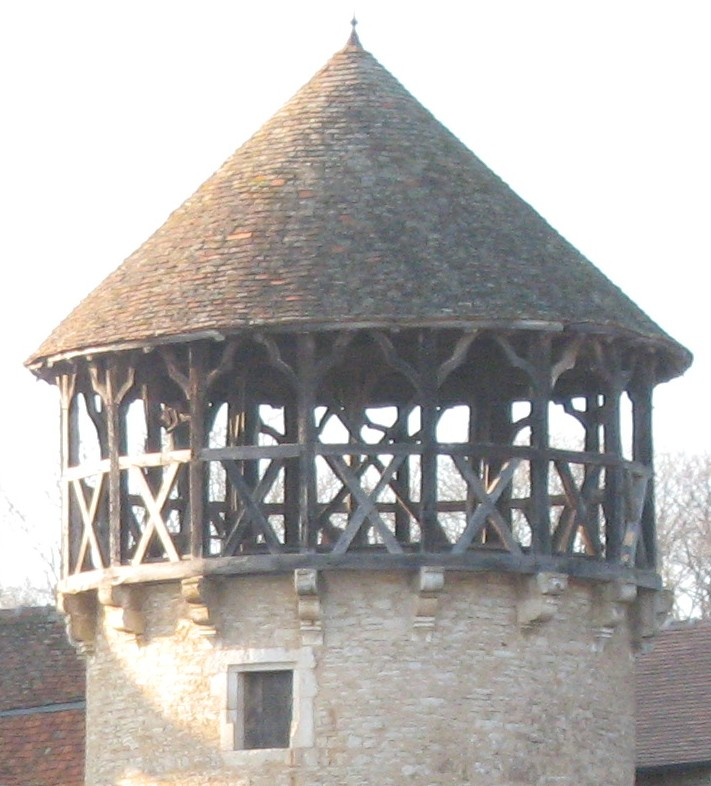

Au centre du flanc oriental, se dresse une haute tour-porche de plan rectangulaire. La défense de la porte, précédée depuis 1811 d'un escalier tournant de pierre à deux doubles volées droites, était assurée, au niveau du second étage, par un mâchicoulis couvert à parapet sur arc brisé rappelant ceux du Palais des papes d'Avignon.
L'angle sud-est est flanqué d'une tour carrée, l'angle nord-est d'une tour circulaire dite tour du Hourd, couronnée d'une charpente à claire-voie reposant sur des corbeaux de pierre, dispositif qui compte parmi les plus anciens connus en France. L'angle nord-ouest est flanqué d'une tour circulaire dite tour des Archives, dont la toiture pointue a été détruite par l'incendie de 1929. L'angle sud-ouest comprend un ensemble complexe formé d'une grosse tour ronde ou donjon plusieurs fois remaniée, à laquelle sont adossés une tourelle d'escalier circulaire et une tour carrée formant poterne. Des bâtiments en appareil à pans de bois et des bâtiments de pierre modifiés au XIXe siècle entourent la cour intérieure. Ils s'appuient aux courtines et sont desservis par une tourelle octogonale.
Le château est une propriété privée, ouvert au public.

## Historique - Chronologie

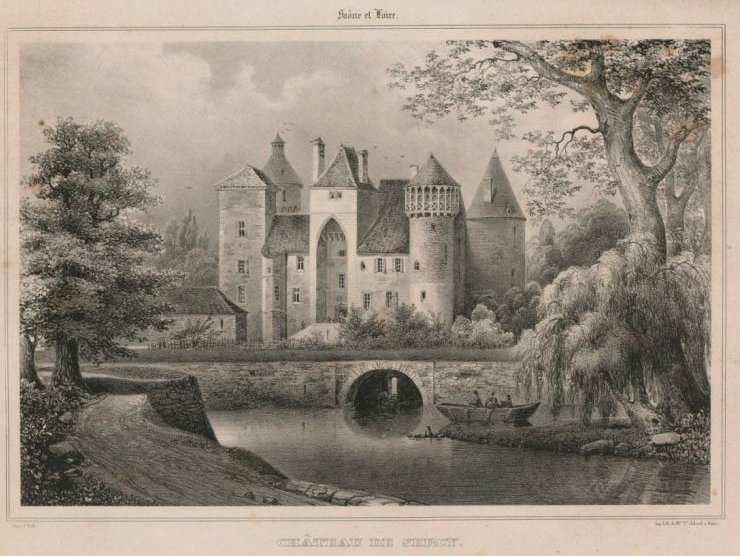
Dessin dans voyage pittoresque en Bourgogne ou Description historique et vues des monuments antiques, modernes et du Moyen âge impr. Vve Jobard, 1833-1835 (Grenoble)

- XIIe siècle : construction d'une puissante forteresse; d'après l'historien Pierre de Saint-Julien de Balleure, le sieur de Sercy est le plus riche écuyer de la contrée
- 1067 : mention du premier seigneur de Sercy, vraisemblablement un cadet de la maison de Brancion
- Temps des croisades : Jean de Sercy rapporte l'innovation des hourds de maçonnerie copiés sur ceux du krak des chevaliers
- Vers 1450 : Guillaume de Sercy, bailli de Chalon, maître des Foires, premier écuyer d'écurie du duc Philippe III de Bourgogne, a comme page Charles, comte du Charolais, futur Charles le Téméraire; il perfectionne la défense du château et y introduit un certain confort
- XVIe siècle : Claude de Sercy commence sur la colline, à quelques centaines de mètres de la forteresse, un nouveau château de style Renaissance, qui ne sera jamais achevé après sa mort prématurée
- 1540 : le fils du précédent meurt à son tour, victime d'un accident à Lyon; avec lui, s'achève la descendance mâle des Sercy
- Vers 1600 : Léonard de Semur est seigneur de Sercy
- 1771 : terre et château sont adjugés à Antoine Viard, lieutenant-général du bailliage de Mâcon
- 1793 : le propriétaire Claude Perroy de La Foretille, conseiller à la Chambre des comptes de Dijon, est un des derniers à être guillotiné sur la place de la Révolution
- 1806 : la petite-fille du précédent, Jacqueline-Marie Perroy de Sercy, épouse le baron Jean-Guy du Bessey de Contenson, dont les descendants conserveront le château jusqu'à nos jours
- 1815 à 1819 : restaurations
- Le propriétaire est Guy de Contenson.
- 1929 : un incendie cause de graves dégâts
- 1952: le baron Jean-Guy de Contenson hérite de la propriété